# Бјуријен (Вашингтон)
Бјуријен (енгл. Burien) град је у америчкој савезној држави Вашингтон. По попису становништва из 2010. у њему је живело 33.313 становника.

## Демографија
Према попису становништва из 2010. у граду је живело 33.313 становника, што је 1.432 (4,5%) становника више него 2000. године.
| Група             | 2000.          | 2010.          |
| Белци             | 22.799 (71,5%) | 18.979 (57,0%) |
| Афроамериканци    | 1.638 (5,1%)   | 1.960 (5,9%)   |
| Азијати           | 2.232 (7,0%)   | 3.304 (9,9%)   |
| Хиспаноамериканци | 3.397 (10,7%)  | 6.902 (20,7%)  |
| Укупно            | 31.881         | 33.313         |